# Trioza tristaniae
Trioza tristaniae är en insektsart som beskrevs av Walter Wilson Froggatt 1903. Trioza tristaniae ingår i släktet Trioza och familjen spetsbladloppor. Inga underarter finns listade i Catalogue of Life.